# ザ・フォックス (曲)
ザ・フォックス（The Fox）は、ノルウェーのコメディーデュオであるYlvis（イルヴィス）によるエレクトロニック・ダンス・ミュージック、バイラルビデオ。いくつかの国では「What Does the Fox Say?」として発売されている。このビデオは2012年8月16日にYouTubeに投稿され、同10月14日の7時16分時点で1億2200万回もの再生回数を記録している。2013年10月9日時点で本曲はBillboard Hot 100で6位にランクインしている。ちなみに、ノルウェーの歌手の歌の中でビルボードチャートで最も高い順位にランクインした曲は1985年に1位にランクインしたa-haの「テイク・オン・ミー」である。
本曲はiTunesのシングルとして2012年8月15日に発売され、アメリカのiTunesで8月22日に発売される予定であった。しかし、第三者からの著作権侵害の申し立てがあったことから、実際の発売は一週間後の8月29日となった。iTunesストアの翌週のチャートで9位にランクインした。現在のところ、この曲を収録したアルバムが発売される予定はない。

## 制作の背景
本作はもともと自身が出演するノルウェーのテレビ局TVノルゲのトークショー「I kveld med YLVIS」（今夜イルヴィスと）の新シーズン宣伝のために制作されたもので、イルヴィスのメンバーであるヴェガード・イルヴィソーケル、ボード・イルヴィソーケル兄弟によって制作された。
ノルウェーの新聞「アフテンポステン」のインタビューの中で兄弟が述べたところによると、キツネの曲のアイデアはもともと2012年に一度思いついたが棚上げになっていたところ、2013年になってボードと作詞家のクリスチャン・ロクステルがこのアイデアを再度取り上げたという。ヴェガードは当初キツネの曲を作ることに懐疑的であったが、しばらくして同意した。
イルヴィスはアメリカで行われたビルボードのインタビューの中で、本作の制作過程について述べている。「僕たちがやったことはただぶらぶらし、雑談してその中からアイデアを見つけ、ちょっとしたメモを取ることだった。その中でキツネはなんて鳴くんだろうって話が出たんだと思う。そしてその頃、ニューヨークにあるプロダクション会社のスターゲートと一緒に仕事をする機会があったんだ。実は彼らに親切にした代わりに、彼らに新シーズンの曲をプロデュースしてくれないか頼んでみたんだよ」。

## ミュージック・ビデオ
本作は2013年9月3日に発表され、全編で3分45秒の長さがある。本作は典型的なエレクトロニック・ダンス・ミュージックのスタイルで演じられ、歌詞は「さも真面目そうに」歌われていく。
ミュージックビデオはボードがパーティーに参加しているシーンから始まる。参加者がそれぞれ違う動物に仮装しており、彼は犬はワン、猫はニャー、など「幼い子供向けの本から取ってきたような」動物の鳴き声を披露する。そして「キツネはなんて鳴くんだ？」（What does the fox say?）と叫ぶとともに場面は替わり、森の中でボードがフェイスペイントにもじゃもじゃした尻尾の付いたキツネの着ぐるみという格好をして踊る映像に切り替わる。そして兄も同様のシーンを演じる。コーラスの中では、キツネの鳴き声について「リン・ディン・ディン・ディン・ディンガリンゲディン！」や「フラカ・カカ・カカ・カカ・カウ！」といったいくつかのあり得ない可能性が示される。
さらにバックダンサーに囲まれながら、老人が歌詞を子供に読んでいるシーンが見られる。そして歌詞はキツネについて語り、称賛する内容に変わる。そしてさらに、「モールス」と「馬」（ホース）をかけてキツネと馬がモールス信号で交信できるかどうかに話は移っていく。最後に二人は宙に舞いあがり、立ち上がったCGアニメのキツネがスキャットを唄い、二人が静かに森を去っていくシーンで映像は締めくくられる。

### 製作
本作は前述のとおり、ノルウェーのテレビ局であるTVノルゲで放送されているトークショー「I kveld med YLVIS」の新シーズン宣伝のために制作されたものであったが、TVノルゲの公式YouTubeチャンネルにアップロードされたことで爆発的に広まっていった。ミュージックビデオの監督はオレ・マルティン・ハフスモ（Ole Martin Hafsmo）で、マグヌス・フロート（Magnus Flåto）が撮影を担当した。振り付けはテア・ベイ（Thea Bay）が担当した。
曲の制作はスターゲイトとオーストラリアのプロデューサーであるM4SONICが行った。本作で登場する森のシーンはオスロの中心部から22キロほど離れたニッテダルで撮影された。

## 分析
アメリカのニュージャージー州で発行されている新聞「ザ・スター・レッジャー」のトリス・マッコールは本作について「現代のクラブミュージックの乱暴さやばからしさを風刺した作品」とし、兄弟は「典型的なうぬぼれたシンセサイザー・ポップ」にのって「動物の声に関する馬鹿馬鹿しい歌詞をかわるがわる歌って」おり、キツネの声は最近のダブステップで使われるカーアラーム・シンセサイザーをわざとまねたものである。」と評している。彼はこれをイルヴィスが楽曲「サムワン・ライク・ミー」（Someone Like Me）で曲の中にダブステップを混ぜ込んで遊んでいるのと比較した。
イルヴィス自身は本作について、この曲は「キツネはなんと鳴くんだろうかという、知らないものに対する純粋な疑問」から生まれたものであるとしている。いくらかの評論家は本作とファーリー・ファンダムが関係あるのではないかという評価をしたが、二人は曲を作った時にはファーリー・ファンダムの存在を知らなかったという。

## 反響
本曲は9月12日にアメリカのBillboard Hot 100で初登場29位につけ、ストリーミング曲のチャートでは3位を記録し、10月19日のストリーミング曲のチャートでは1位を記録した。本曲のネット上での成功と突発性はPSYの江南スタイルと比較された。
もともとノルウェー向けに制作された楽曲であったため、本曲が世界的にヒットしたことをイルヴィスは驚いた。ボードはこのことについて「驚いている」と語り、「いくらかのノルウェー人が3分間楽しむだけのものと思っていた」と語った。ヴェガードも「とても衝撃を受けている」と語っている。
曲のヒットに伴い、イルヴィスはワーナー・ミュージック・グループと契約した。そして彼らのアメリカでの最初のライブが9月20日にラスベガスで開かれた「アイハートレディオ・ミュージック・フェスティバル」（iHeartRadio Music Festival）の中で行われた。また、10月9日には「エレンの部屋」、「レイト・ナイト・ウィズ・ジミー・ファロン」に出演を果たした。
他のいわゆるバイラル・ソングと同じように、本曲はインターネット上のミームとなり、多くの人々に広くカバーされたり、脚色されたりした。なかでも著名なものには、過去に「江南スタイル」やLMFAOの「パーティー・ロック・アンセム」をカバーしたオハイオ大学のマーチングバンド「The Ohio University Marching 110」によるものや、アメリカの歌手タイラー・ワードによるギターでのカバー、ゲーム「League of Legends」を題材にしたパロディ動画「What Does Teemo Say?」、俳優たちが歌を唄うフォックス放送のビデオクリップ広告、アノーイング・オレンジによるパロディ動画「The Sock」、さらには日本でも、インターネットコメディアン、MEGWINによるパロディ動画「キツネの鳴き方知ってるよね」などが挙げられる。
このビデオはアメリカの映像作家ファイン・ブラザーズもYouTubeの映像に対する各年代の反応を調べる人気番組「Elders React」「Teens React」のなかで取り上げている。
日本では、2022年からプロ野球・北海道日本ハムファイターズの本拠地・札幌ドームで、イニング間のパフォーマンスとしてチアリーディングチーム・ファイターズガールが踊る「きつねダンス」としてこの曲と振り付けが取り上げられ、人気を集めている。同年9月19日に開催の「きつねダンスDAY」（対千葉ロッテマリーンズ戦）に合わせて、Ylvisが初来日し、ファイターズガールと共にパフォーマンスを行った。

## 各国でのチャート順位
| チャート(2013年)                         | 最高順位 |
| ---------------------------------------- | -------- |
| オーストラリア (ARIA)                    | 19       |
| オーストリア (Ö3 Austria Top 40)         | 48       |
| ベルギー (Ultratip Flanders)             | 62       |
| カナダ (Canadian Hot 100)                | 23       |
| デンマーク (Tracklisten)                 | 14       |
| フィンランド (Suomen virallinen lista)   | 2        |
| ドイツ (GfK Entertainment charts)        | 2        |
| アイルランド (IRMA)                      | 24       |
| ニュージーランド (Recorded Music NZ)     | 4        |
| ノルウェー (VG-lista)                    | 1        |
| スコットランド (Official Charts Company) | 15       |
| スウェーデン (Sverigetopplistan)         | 4        |
| スイス (Schweizer Hitparade)             | 59       |
| UK シングルス (OCC)                      | 24       |
| US Billboard Hot 100                     | 6        |